# Elswick (motorfiets)

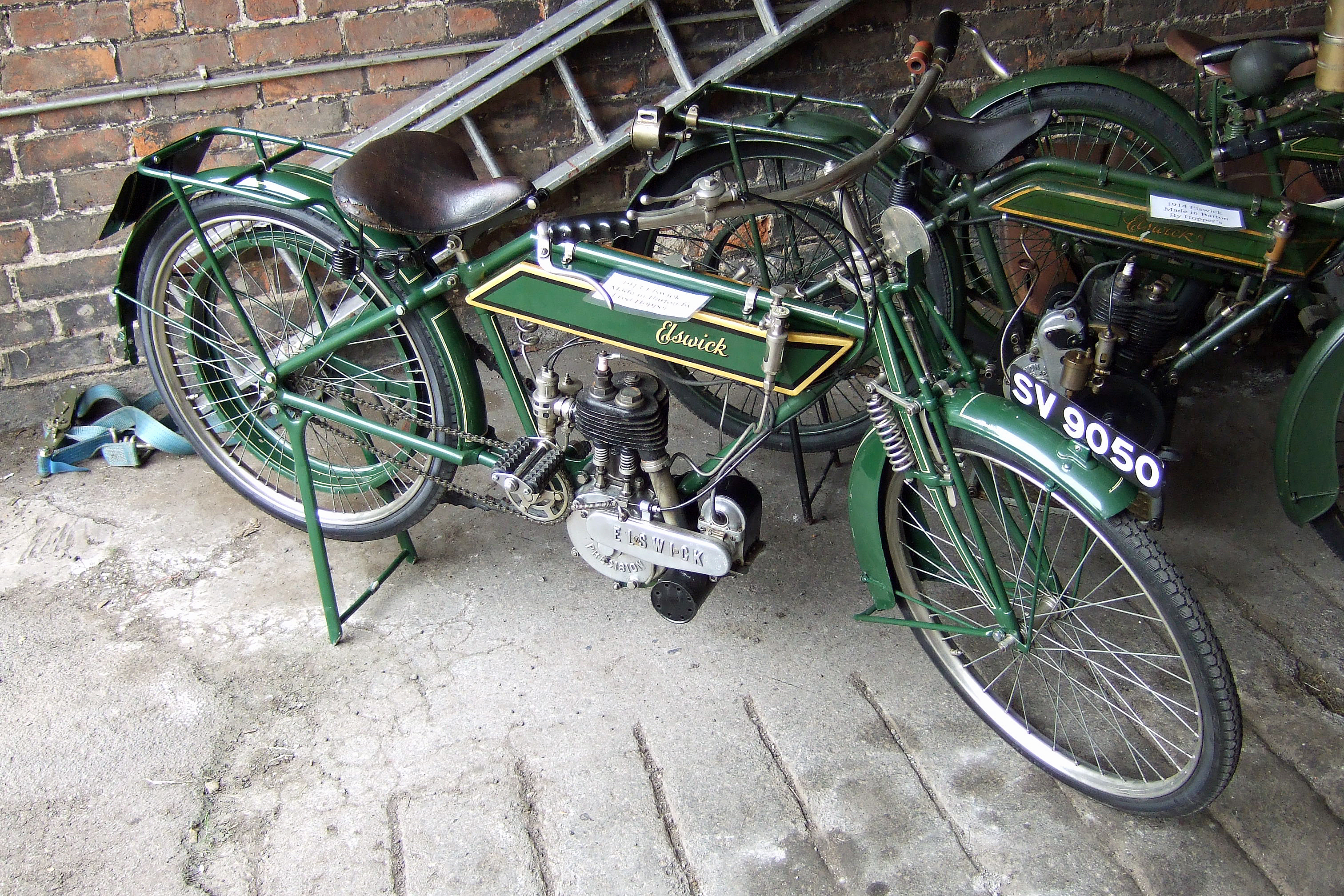
Elswick uit 1913

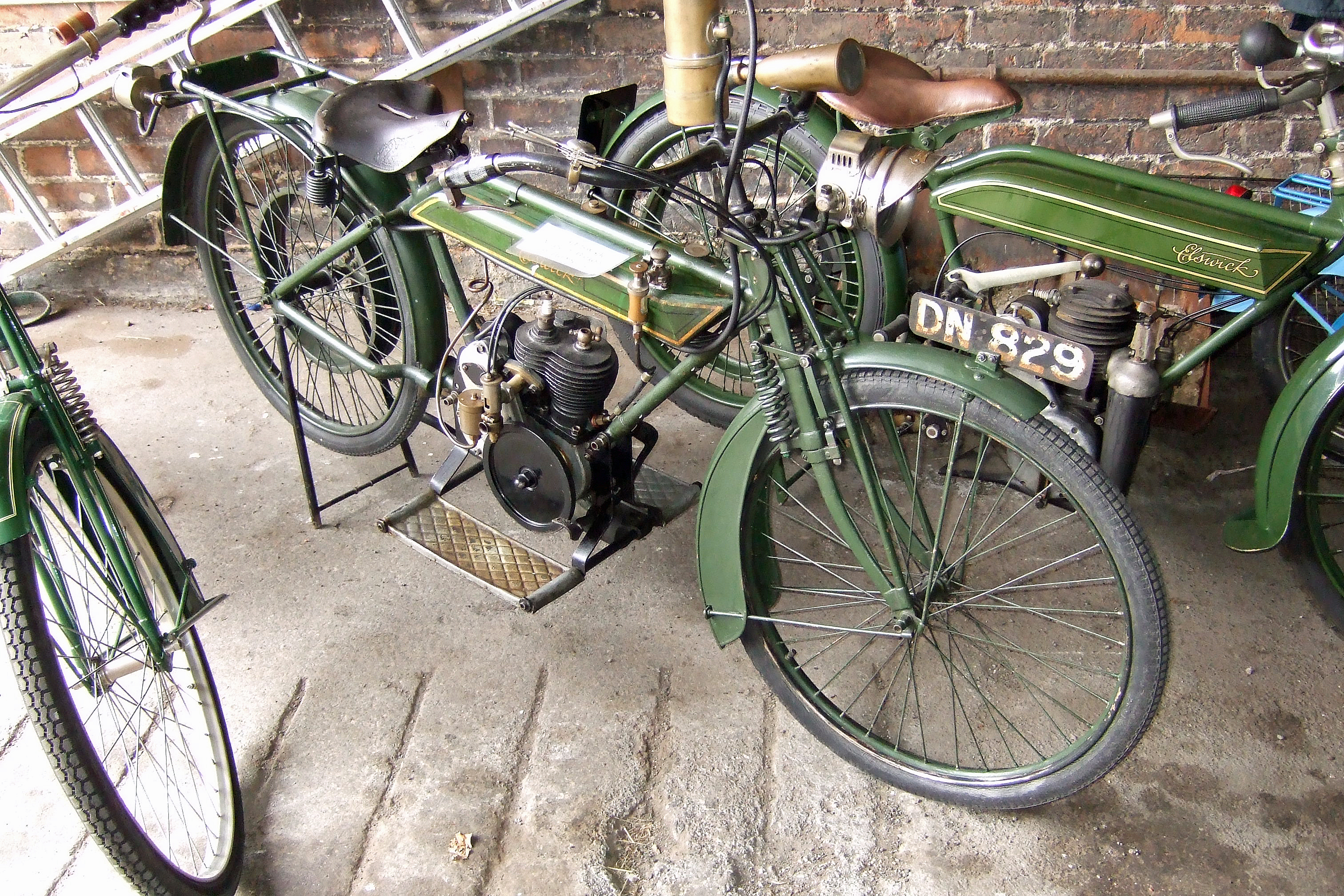
Elswick uit 1914

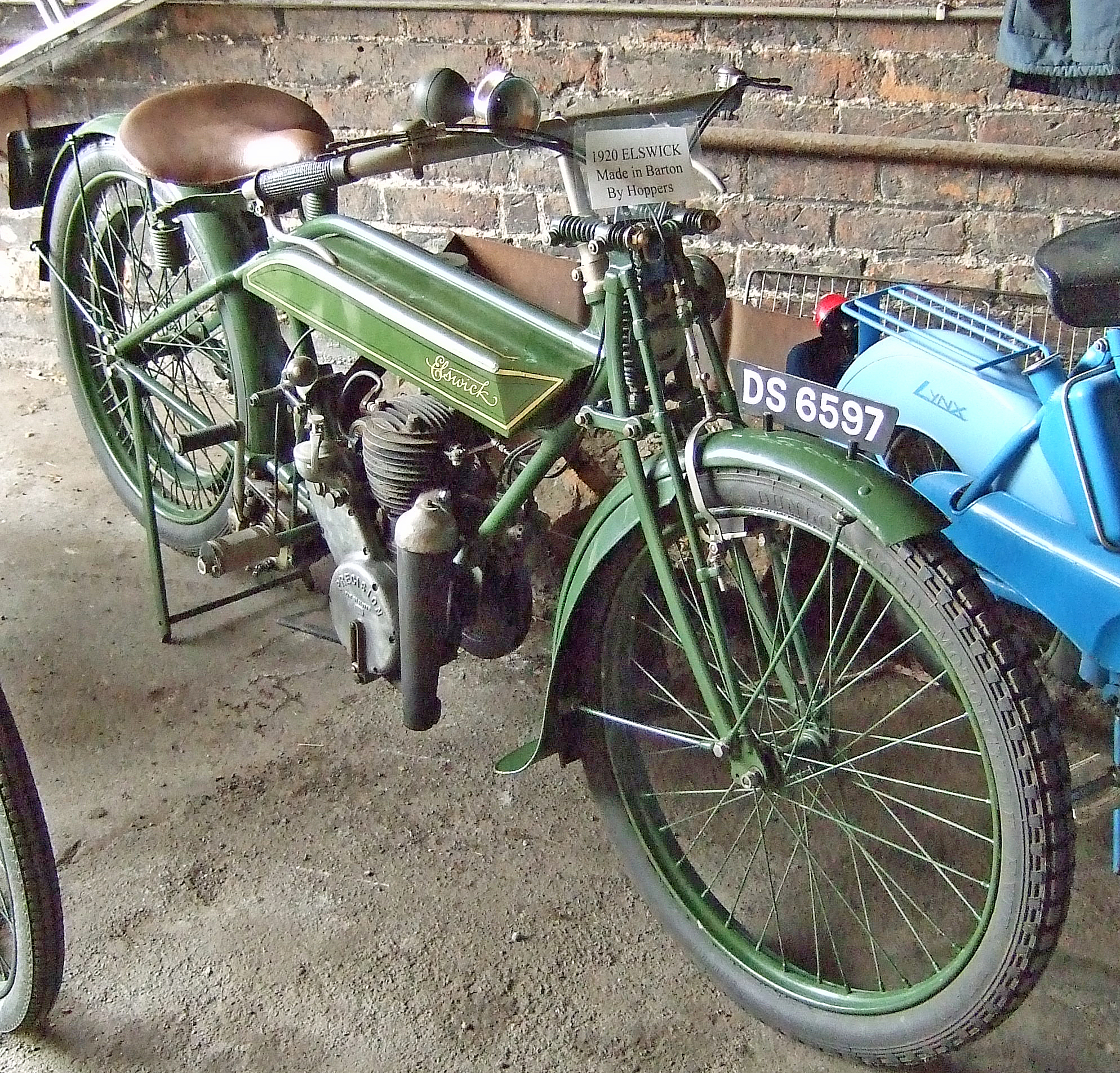
Elswick uit 1920

Elswick is een Brits historisch merk van motorfietsen.
De bedrijfsnaam was: The Elswick Cycles & Manifacturing Co., Barton-upon-Humber.
Elswick werd in 1880 opgericht als "Elswick-Hopper". In 1894 presenteerde het merk al fietsen op een show in Antwerpen, maar nu onder de naam "The Elswick Cycle Co. of Newcastle".
Vanaf 1903 maakte men speciale fietsframes voor inbouwmotoren, 2pk-eencilinders en 4pk-V-twins. De productie werd al na enkele jaren beëindigd.
In 1912 verschenen er opnieuw motorfietsen van Elswick, nu met 348- en 498cc-zijklepmotoren die werden ingekocht bij Precision in Birmingham. Latere modellen kregen naast de Precision-motoren ook de populaire 269cc-Villiers-tweetaktmotor, maar door het uitbreken van de Eerste Wereldoorlog moest de productie in 1915 worden beëindigd. Men had het voornemen na de oorlog weer met de productie te beginnen, maar Elswick produceerde alleen nog fietsen.
In 1958 verschenen nog enkele autocycles. Er waren twee modellen. Van het eerste model, de Lynx met een 49cc-VAP-motor, werden er slechts twee gebouwd, van het tweede model zes.